# ラジオ・チャリティ・ミュージックソン
『ラジオ・チャリティ・ミュージックソン』（『ラジオ・チャリティー・ミュージックソン』とも、英: RADIO CHARITY MUSICTHON）は、ニッポン放送ほかNRN系のAMラジオ局11局が共同で24時間（一部地域を除く）放送するチャリティーラジオ番組（ラジオソン）である。略称はミュージックソン・Mソン（エムソン）。
これまでは『チャリティ（ー）』のあとの長音表記にはブレがあったが、2020年頃からは長音表記なしの『ラジオ・チャリティ・ミュージックソン』に統一される傾向にある。

## 概要
一部時間帯を除き、ほぼ全体を自社制作する企画ネット番組。原則として12月24日の正午から12月25日の正午まで毎年生放送している。幹事局のニッポン放送では放送時間を固定しているが、後述するように編成により時間枠の移動や開始時刻・終了時刻を変更するネット局もある。
「目の不自由な方へ音の出る信号機を!」、「目の不自由な方へ通りゃんせ基金を!」、「目や体の不自由な方へ通りゃんせ基金を!」を共通キャッチフレーズとして募金を呼びかけるとともに、放送を通じて障害者への理解促進と思いやりの育成を図る目的の下で、各地からの中継を交えながら放送している。
全国ラジオ・チャリティ・ミュージックソン実行委員会が主催し、ニッポン放送が幹事局、同社社長が実行委員会委員長をそれぞれ務め、内閣府・文部科学省・厚生労働省・国土交通省・警察庁・全日本交通安全協会・全国社会福祉協議会から後援を受ける。
ラジオ福島ではこれを国連が定める持続可能な開発目標（SDGs）活動と連動させ、「3.すべての人に健康と福祉を」「11.住み続けられるまちづくりを」に当てはめている。

## 誕生の経緯
ミュージックソン開始前の1975年（昭和50年）3月に近畿放送（KBS京都）が放送した『宮城まり子のチャリティーテレソン』が放送界におけるチャリティー番組の先駆けだが、これはテレビ番組であった。

当時ザ・ビートルズの日本招聘などで活躍していたキョードーグループ創業者内野二朗は、音楽と社会の結び付きをアメリカの「レイバー・デイ・テレソン」から着想し、「メディアが、一年に1回ぐらい社会のために一日奉仕してもいいじゃないか。そこで、音楽をかけながら24時間募金を呼びかける、ミュージック・マラソン＝ミュージックソンをやりたい」と在京のAMラジオ3局へ提案した。これに対し東京放送（TBSラジオ） と文化放送 の2局は「既に編成を組んでいる」「既存のスポンサーから苦情が来る」などの理由を付けて内野の提案を拒絶。ニッポン放送だけが真剣に検討を始めた。

「ニニ・ロッソの音楽」をテーマ曲に、そのコンサートを目玉に据え、コンサート会場と放送を通じてそれぞれ聴取者に呼びかけて寄付を募る番組を企画した。番組スタッフ側は「12月24日クリスマスの日にラジオが出来るクリスマスプレゼントとは一体何だろうか・・・?」というテーマで話し合い、前例がない画期的なチャリティーを目指し、当時は視覚障害者の主な情報源がラジオであることから、「耳で聞く、心で見るラジオなのだから、目の不自由な方のためになる放送を」という内容、主旨を「目の不自由な方へのチャリティー」、募金の使途を音の出る信号機を設置する、と明確に定め、さらには目の不自由な方を中心に、体の不自由な方々への理解の促進と思いやりの気持ちを育むことをも目指していくコンセプトを掛け合わせた。細部について内野とニッポン放送で激論を交わしたのち、内野と関係が深い当時の制作部長が取り持ち両者が妥協した。熟慮と困難を重ねて初代総合司会を萩本欽一に依頼し、萩本は“芸人”として制約を受けるチャリティーの仕事に悩んだが受諾した。放送日が12月24日からになったのは「一年の中で、日本人が財布から一番お金を出しやすい日」だからこの日に決まったという。

こうして、1975年（昭和50年）12月24日に、ラジオでは初のチャリティー番組として『ラジオ・チャリティ・ミュージックソン』が始まった。「ミュージックソン」は、『ミュージック (MUSIC) 』をかけながら『マラソン (MARATHON) 』のごとく24時間放送する様子を造語したもので、全国ラジオネットワーク加盟局のうち札幌テレビ放送（STVラジオ）と九州朝日放送（KBCラジオ）がこの趣旨に賛同し初回から3局による企画ネットとなった。開始年の1975年は第二次世界大戦（支那事変・大東亜戦争・太平洋戦争）終結から30年が経過し安保闘争・高度経済成長も終焉を見せ、日本が世界トップクラスの先進国へと発展していく頃と合致する。

## 募金活動
期間は11月1日から翌年1月31日まで。この間は、各参加局の番組内で受付方法の告知を行っている。中国放送などでは11月1日に、指定銀行をパーソナリティなどメイン出演者が挨拶回りに訪れて募金箱を渡す「開始式」が毎年行われ、ワイド番組内で中継されたり、ラテ兼営局では当日のテレビニュースでも紹介される。ニッポン放送では「開始式」に代わって、後述の「今年もよろしく!ミュージックソン」を放送することで事実上代替している。
集まった募金は「通りゃんせ基金」として、音の出る信号機の設置・声の図書（録音図書）の制作と購入・点字教室の運営・盲導犬の育成に使われる。また、視覚障害者用の交通安全教材・立体コピー機・テレビ電話が可能な携帯電話・視覚障害者（児）用の教育器材・交通安全用手旗・デジタル録音図書編集用パソコン などが、視覚障害者の福祉施設に贈られる。
2023年以降の募金活動にあたっては、同年に日本テレビ系列で放送の『24時間テレビ 「愛は地球を救う」』にて系列局である日本海テレビジョン放送における寄付金着服の発覚を受け、ニッポン放送や一部参加局の公式サイトでは「セキュリティ対策を取った上で厳重に管理していること」「スタッフひとりひとりがリスナーからお預かりした貴重なお金であるという認識を持ち、募金活動に取り組んでいること」など、募金の管理について明示している。

### 受付方法
- 「愛の泉」 - 聴取者が直接現金を持ち込める場所であり、放送局や局が行うミュージックソン関連イベントの会場を指して『愛の泉』（あいのいずみ）として受け付けている。
- 銀行振込 - 局が指定した銀行[注 7]においては専用振込用紙を利用することによって原則手数料無料で振り込むことができるが、そうでない場合もあるので事前に確認が必要。
- 現金書留 - ニッポン放送などで行っている
- 街頭募金箱 - 商店街・趣旨に賛同する企業や店舗、参加局主催イベントの会場などに置いてある募金箱に募金する。ニッポン放送の場合はフジテレビの本社ビルにも募金箱が置かれている。
- キャッシュレス募金 - ニッポン放送ではJCBの協力でJCBのクレジットカード・デビットカードから募金可。また、新型コロナウイルス感染症の拡大もあり、2020年からは各放送局の最寄りの銀行が運営するキャッシュレス決済システム[注 8]を使って募金を行う局もある。「愛の泉」が有楽町マルイに設置されている年についてはEPOS PayのQRコード決済でも募金可能。
- つながる募金 - ソフトバンクが行っているスマートフォン決済で同社のスマートフォンを使用していれば利用可能。ニッポン放送・ラジオ大阪・STVラジオが対応。2020年からは西日本放送・中国放送、2021年よりIBC岩手放送も対応するようになっており、この6局で分配される[11]
- 物販売り上げ - ニッポン放送が販売したLINEスタンプ、ラジオ大阪で販売されるカレンダーなど、一部物販の売り上げの一部をミュージックソンへ寄付する。

### 2020年以降の活動対応
ニッポン放送は新型コロナウイルス感染拡大に伴い、当該番組の指針について同年7月8日の社長定例記者会見にて例年と同じく番組を編成する事を発表した。
しかし、新型コロナウイルス感染症対応策として、同年春からニッポン放送社屋への取引先を含めた外部の来訪客の出入りを厳しく制限している事情から、同年は期間を通して社屋に「愛の泉」や募金箱を置いての募金受付を含む一般人からの対面での現金募金を行わない事を発表し、現金書留、銀行振込若しくはキャッシュレスに限定し、募金協力者へのノベルティ品の提供を実施しないことを明言している。但し、現金の募金については、前述の同社社屋募金箱へ手渡しの募金は断っているが、放送日当日のスペシャルステージ（2020年度は丸ビル 1階マルキューブ）・協力商店街・ボランティアショップ・協力社・団体については例年通り募金箱を設置し、現金での募金を募る形式を採用している。また、イマジンスタジオに特設された電話での受付も廃された。この動きは2021年度も引き継ぐことにしている。
ネット局では通常通りネット局の局舎、賛助企業、店舗での現金募金箱の設置を募っている。リスナーへの公開放送について、通常年はイベントスペースや商店街に設けられた「愛の泉」からの公開生放送が常であるが、このうち、中国放送では先駆けて公開生放送を行わない事を発表した。青森放送も商業施設での公開放送は行わず、青森放送本社スタジオ（一部はリモートや録音放送）のみでの放送となる。
2022年より、ニッポン放送では有楽町本社での募金受付を再開したが、平日正面玄関のみでの受付であり、夜間帯や土日祝日など、正面玄関閉鎖時に裏側の通用口での受け付けは見送るが、ミュージックソン当日の有楽町本社の「愛の泉」は24日12:00-20:00、25日8:00-12:00の時間限定で設置されたが、非公開放送は継続となった。
2023年はニッポン放送本社正面玄関「愛の泉」での募金受付を24日12:00-25日12:00までに拡大し、イマジンスタジオでの公開放送が6年ぶりに復活したが24日13時‐15時、16時-20時、25日8時‐10時の公開となる。

## 参加局
NRN加盟局のうち、以下の11局が参加している。
- LF ニッポン放送（幹事局、1975年度 - ）
- STVラジオ（1975年度 - ） - STVラジオ・チャリティ・ミュージックソン
- KBC 九州朝日放送（1975年度 - ） - KBCラジオ・チャリティ・ミュージックソン
- OBC ラジオ大阪（1976年度 - ） - ラジオ・チャリティ・ミュージックソン (ラジオ大阪)
- rfc ラジオ福島（1977年度 - ） - ラジオ・チャリティ・ミュージックソン (ラジオ福島)
- IBC岩手放送（1978年度 - ） - IBCラジオ・チャリティ・ミュージックソン
- RAB 青森放送（1980年度 - ） - RABラジオ・チャリティ・ミュージックソン
- wbs 和歌山放送（1986年度 - ） - WBSラジオ・チャリティ・ミュージックソン
- ROK ラジオ沖縄（1986年度 - ） - ラジオ・チャリティ・ミュージックソン (ラジオ沖縄)
- RCC 中国放送（2008年度 - ） - RCCラジオ・チャリティ・ミュージックソン
- RNC 西日本放送（2012年度 - ） - RNCラジオ・チャリティ・ミュージックソン

いわゆる企画ネットとして各局が番組を独自制作しているが、一部時間帯でJRN番組を含むネット番組を挿入する場合がある。当該時間帯の通常番組については、自社制作番組の場合そのまま放送させたうえで内容を一部変更する形をとったり、ネット番組の場合は放送を前倒ししたり本番組の後に移動させるなど、時間を変更して対応するものもある。
例としてラジオ大阪は2016年度 は合間に通常の定時番組を挟む形を取り、キャンペーン番組は24日10:00-16:00、17:00-20:00（『里見まさとのおおきに!サタデー』の特別篇）、22:00-25日1:00、25日8:00-10:00の14時間のみとした。特にこの事例はラジオ大阪の他、STVラジオも顕著であり、2023年度の場合、ラジオ大阪は24日22:00-25日1:00と25日5:30-6:30は1314 V-STATIONを含む通常の定時番組を生放送し、キャンペーン番組は生ワイド番組を中心にして編成、STVラジオの場合も、24日17:00-19:00、20:55-22:00、23:00-25日4:00、5:00-8:00は定時番組を主体に生放送する。
また、TBSラジオ制作の平日の生放送同時ネット番組にも影響し、2024年度は『ジェーン・スー 生活は踊る』をネットしている中国放送、『荻上チキ・Session』の火曜分をネットしている青森放送・IBC岩手放送・和歌山放送がそれぞれ12月24日の当該番組のネットを臨時に返上し、本番組の放送を優先する。
ニッポン放送・全国ネットで使用されるテーマ曲は、ニニ・ロッソの『夢のトランペット』（原題: Capriccio Romantico）。参加局によってはKBCのLinQ『手をつないで』、RNCのAMEMIYA『未来への信号始めました』のように別のテーマ曲を使用している。
番組略称については、RABとIBCのように「ラジソン」を優先的に使用する局もある。シンボルマークは耳の中にハートが描かれたもの（番組サイト参照）で統一されているが、募金箱のデザインは参加局によって異なる。OBCやKBCなどパーソナリティ等、出演者の呼称をマラソン選手に例え「ランナー」と言い換える局もある。

## 公営競技中継との兼ね合い
12月24日が日曜日の場合は、公営競技の1年最大のイベントである中央競馬のGI有馬記念、BOAT RACEのSGグランプリ（旧・賞金王決定戦）優勝戦と重なることがある。

### 有馬記念
ラジオ大阪では24日が土曜日または日曜日の場合、中央競馬中継『OBCドラマティック競馬』（日曜日、10:00 - 16:30）を優先、放送枠自体を前倒し、または後倒しとなるが、2011年度のみ12月24日は土曜日であったものの『ミュージックソン』の時間を前倒しせずに例年通り12:00から放送し、翌25日の『OBCドラマティック競馬』は『ミュージックソン』終了直後の12:00から放送した。

OBCにおいての終了後・開始前に『声の握手』が行われる場合は裏送りとなり、この場合は後倒しであっても他の参加局に合わせて終了時間を12:00とすることは行わず、繰り下げ後の開始時間から24時間は特別番組とする。また、放送実施契約の関係上通常の年は一切参加しないMBSラジオ（旧・毎日放送）が、競馬主催者日本中央競馬会（JRA）との権利調整のみ関与する。

ニッポン放送では24日が日曜日の場合、競馬中継はミュージックソンの途中に有馬記念のパドック、レース実況を放送。STVラジオ、IBC岩手放送も同様の措置を取り、ニッポン放送からレース実況のネットを受ける。

ラジオ福島では24日が日曜日の場合、有馬記念はレース前後の時間帯のみ日経ラジオ社（NSB→ラジオたんぱ→ラジオNIKKEI：旧・日本短波放送。『中央競馬実況中継』）発のネット受けを行う。ラジオ福島は通常の競馬中継でも福島競馬場以外のレース実況はラジオNIKKEIの中継を受けている。

中国放送は、プロ野球中継『Veryカープ!RCCカープデーゲーム中継』が放送されるときと同様にレース実況（MBSラジオ発）を放送せず、ミュージックソンの途中で結果・払戻金のみ伝える。

### ボートレースグランプリ
2018年以降は24日が日曜日でボートレースグランプリ優勝戦と重なる場合、ラジオ大阪では当番組を一時中断ないしは後倒しにして『BOATRACE LIVE』（文化放送発）をネット受けする。
ラジオ福島は昼間開催の2018年は放送を見送ったがナイター開催となる2023年はネット受けした。

中国放送ではBOATRACE LIVEを系列のコミュニティFM局FMちゅーピーで代替放送する。
西日本放送は2018年から、青森放送は2023年からBOAT RACEの放送を見送って当番組を優先する。

## 様々な展開

### 番組内
ニッポン放送では、多くの時間帯に通常編成している番組のパーソナリティやメインパーソナリティに関係する人物をゲストに呼ぶ事が多いが、2020年はそれが廃止されてメインパーソナリティだけで24時間放送された。また、終盤には筑波大学附属視覚特別支援学校の児童達が必ずゲスト出演する。

### 声の握手
ニッポン放送と参加局を1対1で中継を結び、エール交換をする『声の握手』（または『日本全国 声の握手』）全国ネットのコーナー。年度により開始時間が変わることがあるが、通常は1日目の13:30-13:55と、2日目の10:05-10:30に行われる。このコーナーは制作局のニッポン放送から全参加局にネットされ 、全国ネット部分の放送時間は25分間である。ただし一部の放送局では番組編成の都合で、自局の中継パートとその前後のみを放送したり、自局では放送せず裏送りする場合がある。逆に当該時間帯の番組にネット局がある関係で、ミュージックソン不参加局にネットされる例もある。参加局全局とつなぐため、1局あたりの持ち時間は2分前後。番組内容はニッポン放送のパーソナリティ・アシスタントアナウンサーと各局出演者との挨拶や天気紹介・活動内容紹介が中心であるが、局同士の弄りあいにニッポン放送側の出演者が巻き込まれる展開になったり、エール交換という趣旨から外れて一方的に活動内容紹介のみを行う局もある。中継の順番は1日目は北から南、2日目は南から北の順に行われる。このときのBGMは「夢のトランペット」のクリスマスアレンジバージョンが使われる。
放送局によっては、別途参加局同士で電話を繋ぐコーナーを作ることもある。

### オールナイトニッポン・オールナイトニッポン0(ZERO)
毎年12月24日深夜1時からどちらかの曜日のオールナイトニッポン（旧1部）のレギュラーパーソナリティ、もしくはこの年のミュージックソンのメインパーソナリティが出演して募金を呼びかける特別番組『オールナイトニッポン ラジオ・チャリティ・ミュージックソン』が放送され、ネットワークゾーンとして機能する。ミュージックソン非参加局がネット受けした場合、特別番組やチャリティ受け付けなどの活動を実施していない地域でもこの時間帯のみ、ミュージックソン関連番組が放送される場合もある。
協賛社のCMは通常通り、もしくはフィラー送信を行う。
2019年度まで一部のネット局では『オールナイトニッポン』を休止し、引き続き自社制作の『ラジオ・チャリティ・ミュージックソン』を放送することがあったが、2020年度、2021年度ではレギュラーの『オールナイトニッポン』・『オールナイトニッポン0(ZERO)』をネットしている全局で放送されている。
23:50-翌0:30頃までは「クリスマスカウントダウンライブ」が行われるが、こちらはニッポン放送と一部のミュージックソン実施局での放送となる。

### オールナイトニッポンGOLD・オールナイトニッポン MUSIC10
ラジオ・チャリティ・ミュージックソンを放送しない局では、ニッポン放送が別途制作した『オールナイトニッポンGOLD』『オールナイトニッポン MUSIC10』を裏送りされ放送、通常時とは異なるパーソナリティが出演する。この時に、ニッポン放送の契約アナウンサーが代役を務めるのであれば、パーソナリティの冠は付けられず単に『ANN GOLD』『M10』となる。
2012年度 - 2017年度は、通常の番組を全国ネットしていた。

### テレビ中継
ニッポン放送がフジサンケイグループ傘下であることから、フジテレビの番組内でニッポン放送本社スタジオと結んで生中継を行うことが毎年恒例となっている。主な内容としてはフジテレビのアナウンサーがニッポン放送へ出向き、メインパーソナリティの意気込みと東京の募金受付電話番号の告知であり、中継時間中はニッポン放送でも音声のみ流れる。アシスタントのアナウンサーは入り込まないように席を外す。
12月24日が月曜から金曜にあたる場合は、フジテレビ系列昼ニュース枠 の関東ローカル枠にて、本番開始前のニッポン放送と結ぶ他、後続番組『バイキングMORE』 内でもニッポン放送のスタジオと中継を行うことがあった。2018年以降は上記2番組ではなく、フジテレビ系列夕方ニュース枠 の関東ローカル枠にて内で中継を行った。2021年の夕方は出演者が裏番組と被るため、生中継はせず、ビデオを流した。
1997年の『笑っていいとも!クリスマス特大号』では、当時火曜レギュラーの中居正広が番組のメインパーソナリティを勤めていたことからオープニングは番組を途中で抜ける形でスタジオアルタに参加し、その後に当時お台場にあったニッポン放送のスタジオから中継を行った。

2日目はフジテレビ系列朝の情報番組枠にあたる『めざましテレビ』で5:52頃に中継を結ぶ。土曜日の場合は対象番組が『めざましどようび』となり、実際に2010年度は当時6時台に放送されていた芸能コーナー「サキユキエンタ」の中で相互中継が結ばれた。ただし日曜に当たる場合、生放送番組が『FNNニュース』と『日曜報道 THE PRIME』のみで、特に『THE PRIME』は全編で政治討論を主とする性格上『めざまし』における芸能コーナーが存在しないことと、営業面でのローカルセールス枠はあるものの純粋な意味の各局ローカル枠はないという編成上の都合により、中継を結ばない。
但し1日目が日曜日に当たった2006年は『スタ☆メン』（現在は終了）のエンディングで、1日目が土曜日に当たった2011年は『FNNスーパーニュースWEEKEND（当時）』の関東ローカル枠で相互中継を結んだ。
ローカル局でも、IBCなどテレビ部門を持っている放送局では自社制作のテレビ番組とタイアップして放送することがある。

#### CSでの同時生放送
1998年-2000年はフジテレビ721で、ニッポン放送のラジオ・チャリティ・ミュージックソンが、スタジオのライブカメラ映像付きで同時放送された。通常は有料放送だが、広く募金を呼びかける為に無料で24時間放送した。

### NHKとのコラボ
2023年の第49回では、放送日が同じかつ乃木坂46のメンバーが出演するNHKラジオ第1『らじらー!サンデー』とのコラボレーションが行われた。この場合はNHKが公共放送事業者であることから、NHKと結んでいる間は途中にCMを入れることができない。

### 関連番組

#### リレー番組
- 2001年-2006年には、ニッポン放送制作のリレー番組『デジタル・チャリティ・ミュージックソン』[注 27] が、BSデジタルラジオLFX488（2001年-2005年）・地上デジタルラジオ実用化試験D95・GyaO（2006年）で放送されていた。

#### 東日本大震災被災地復興支援番組
- 2011年4月9日13時-4月10日13時の24時間に渡って、ニッポン放送で『ラジオ・チャリティ・ミュージックソン スペシャル 『I'm with U キミと、24時間ラジオ』』が放送された。
- 2011年5月28日11時57分-29日14時の26時間3分に渡って[注 28]、IBC岩手放送で『IBCラジオ・チャリティ・ミュージックソンスペシャル ふるさとは負けない!』が放送された。
- 2011年8月13日7時-14日15時の32時間に渡って[注 29]、ラジオ福島で『2011年夏 ラジオ・チャリティ・ミュージックソン スペシャル』が放送された。

#### その他の番組
- 2024年12月12日20時から21時50分まで、ニッポン放送で『欽ちゃん ナオコのラジオ・チャリティ・ミュージックソン スペシャル』を放送。パーソナリティは萩本欽一・研ナオコ、アシスタントは垣花正[19]。ラジオ・チャリティ・ミュージックソン50回記念番組として、主に萩本・研が出演した過去のラジオ・チャリティ・ミュージックソンの放送回を振り返る内容であった。

### ミュージックソン前後の番組・コーナー
以下の番組はいずれもニッポン放送ローカルにて放送される。『今年もよろしく!』については2014年以降銘打って行うことはなく、各番組で「夢のトランペット」の音楽とともに情報解禁を行っている。
今年もよろしく!ミュージックソン
原則として毎年11月1日、ニッポン放送平日早朝帯ワイド番組（2016年からは「上柳昌彦 あさぼらけ」）の中で発表し、以降は各ワイド番組の中で周知を行いながら、メインパーソナリティのボイスレターを流す。当日のサンケイスポーツ（年度によっては他紙を含む）とあわせて、その年のメインパーソナリティとアシスタントを発表するが、以下のように週末に被るときなどは特例も見られる。2019年以降は後者のパターンが多い。
2014年は10月30日、平日昼帯ワイド番組『大谷ノブ彦 キキマス!』内で発表され、制作発表記者会見の一部も生中継された。これは11月1日が土曜日に当たることによる。
2015年は11月1日に行われたコンサートの前に記者会見を開く形で発表され、翌2日にスポーツ紙で紹介、ならびにサイト開設とワイド番組で紹介する形をとった。これは11月1日が日曜日に当たること、また日曜早朝に生放送番組はあるものの、実質ブロックワイドのように録音番組を挟み込みながら放送する関係上時間が取れないことと、タレントが担当する番組が以降も連なるため。
2019年は10月31日に先行してスポーツ紙で紹介され、翌11月1日にサイト開設とワイド番組で改めて紹介する形をとった。
2020年は10月31日は土曜日ではあったがスポーツ紙で紹介、ならびに『徳光和夫 とくモリ!歌謡サタデー・朝刊ウォッチング』の中で行われ、同日正午にサイトが公開された。例年は同時にアシスタントのアナウンサーも発表されるが、同年度においては発表されず、11月9日の『飯田浩司のOK! Cozy up!』内で新行市佳が自ら発表した。
2021年は10月31日午前5時に公式ツイッターとサンスポとデイリーで情報解禁を行った。放送上は11月1日の『あさぼらけ』。公式サイトは11月1日正午に開設。アシスタントについては昨年同様に『飯田浩司のOK! Cozy up!』で公表された。
2022年は10月29日の『SixTONESのオールナイトニッポンサタデースペシャル』でまず公表された。その後10月31日の『あさぼらけ』に公表され、当日の正午に公式サイトが開設。アシスタントについては12月3日の『サンドウィッチマン ザ・ラジオショー サタデー』内でリレー担当のうちの一人である東島衣里が公表。
もうすぐ!ミュージックソン
2021年度まで毎年12月24日の11:00-12:00に放送。2012年以前は平日は11:30、週末・祝日は11:00より 放送されていたが、2013年度から11:00スタートに統一された。直前情報とメインパーソナリティへの橋渡しが行われる番組。2017年は11:30から放送される
放送日が土曜日に当たる場合、『アッコのいいかげんに1000回』のニッポン放送における冠スポンサーセブン-イレブン・ジャパンが保有している枠が振り替えられて『セブン-イレブン サタデースペシャル もうすぐ!ミュージックソン』となり、「おまかせ セブン-イレブン」も当番組の中で行われる。
2022年度は聴取率週間との兼ね合いからか通常通り『いいかげんに1000回』を編成したが12:00までの短縮ヴァージョン。また、2023年は『三宅裕司のサンデーハッピーパラダイス』を通常通り編成するため見送られる。
ありがとうミュージックソン
2021年度まで毎年12月25日の12:00-13:00に放送。番組の総まとめに当たり、メインパーソナリティの声などを改めて伝える。当該番組はクッション的役割も兼ねており、『ミュージックソン』の放送時間内で放送できなかった「昼前のニュース」やダイジェストを流し終えてから始まる場合もある（2019年度など）。
2012年度までは12月25日が土曜日だった時のみ12:00から放送（『1000回』休止のため。この場合セブン-イレブンの提供枠も振り替えられ『セブン-イレブン サタデースペシャル ありがとうミュージックソン』とする）、平日や日曜はレギュラー番組 に戻り、ミュージックソンに関連した情報で放送されていたが、こちらも2013年度より毎年放送される形に改められた。
2016年度は12:30までとなり、当該時間帯の番組（「日曜のへそ」）を縮小して対応。
2021年度は12:50までとなる（12:50 - 13:00に『キャイ〜ンの家電ソムリエ』（KBCラジオ制作先行ネット、通常より120分繰り下げ）を放送のため）。
2022年度以降は放送されず、通常時間帯の番組（2022年度は『日曜のへそ』、2023年度・2024年度は『ラジオビバリー昼ズ』）が放送された。

### 映画化
- 2011年には「ミュージックソン THE MOVIE 〜オードリーの爆笑24時間宣言〜」が制作された。ミュージックソンの映画化は史上初。

## 歴代メインパーソナリティ・寄付金額一覧
主にニッポン放送を担当するとともに、全国共通の総合司会として全国にもネットされる。また、アシスタントは全てニッポン放送アナウンサー（以下の表でA:と表記）が担当する。AKB48やV6、Kis-My-Ft2、SixTONESなどグループアーティストは大所帯であるため、グループ名の冠にはするものの、全員では担当せず1時間おきに入れ替わるローテーション制を取っている。
寄付金額が最も多かったのは1978年で、1億5927万1366円を記録した（当時の大卒初任給は男性が10万5500円、女性が9万9900円）。なお1978年は、後発のチャリティー番組『24時間テレビ 「愛は地球を救う」』が始まった年でもある。逆に最も少なかったのは2014年で、6392万7192円だった。
| 回                                           | 放送年             | 寄付金額        | 総合司会・進行担当アナ                                                                         | ベース番組                                                                                           |
| -------------------------------------------- | ------------------ | --------------- | ---------------------------------------------------------------------------------------------- | --- |
| 1                                            | 1975年（昭和50年） | 7062万7126円    | 萩本欽一                                                                                       | 欽ドン!                                                                                              |
| 2                                            | 1976年（昭和51年） | 1億0770万1667円 | 萩本欽一                                                                                       | 欽ドン!                                                                                              |
| 3                                            | 1977年（昭和52年） | 1億3374万9092円 | 萩本欽一                                                                                       | 欽ドン!                                                                                              |
| 4                                            | 1978年（昭和53年） | 1億5927万1366円 | 萩本欽一                                                                                       | 欽ドン!                                                                                              |
| 5                                            | 1979年（昭和54年） | 1億5160万5463円 | 萩本欽一 研ナオコ                                                                              | 萩本：欽ちゃんのここからトコトン                                                                     |
| 6                                            | 1980年（昭和55年） | 1億2243万2215円 | 萩本欽一 研ナオコ                                                                              | 萩本：欽ちゃんのここからトコトン                                                                     |
| 7                                            | 1981年（昭和56年） | 1億3664万9535円 | 萩本欽一 研ナオコ                                                                              | 萩本：欽ちゃんのここからトコトン                                                                     |
| 8                                            | 1982年（昭和57年） | 1億4079万5118円 | 萩本欽一 研ナオコ                                                                              | 萩本：欽ちゃんのここからトコトン                                                                     |
| 9                                            | 1983年（昭和58年） | 1億3141万8051円 | 萩本欽一 研ナオコ                                                                              | 萩本：欽ちゃんのここからトコトン                                                                     |
| 10                                           | 1984年（昭和59年） | 1億3959万5822円 | 萩本欽一 研ナオコ                                                                              | なし                                                                                                 |
| 11                                           | 1985年（昭和60年） | 1億2113万5389円 | 萩本欽一 研ナオコ                                                                              | なし                                                                                                 |
| 12                                           | 1986年（昭和61年） | 1億2652万7822円 | 西田敏行                                                                                       | なし                                                                                                 |
| 13                                           | 1987年（昭和62年） | 1億3505万2864円 | 渡辺徹 榊原郁恵                                                                                | なし                                                                                                 |
| 14                                           | 1988年（昭和63年） | 1億4112万0248円 | 森光子 田代まさし                                                                              | なし                                                                                                 |
| 15                                           | 1989年（平成元年） | 1億4529万5148円 | 山田邦子                                                                                       | 邦子のYAMYAMももテレビ                                                                               |
| 16                                           | 1990年（平成2年）  | 1億5463万4633円 | 和田アキ子 三宅裕司 山瀬まみ                                                                   | 和田：アッコのいいかげんに1000回 三宅：NISSANラジオパラダイス 三宅裕司のどよ〜ん!                    |
| 17                                           | 1991年（平成3年）  | 1億3816万5858円 | 斉藤由貴 東山紀之                                                                              | 斉藤：斉藤由貴 ネコの手も借りたい 東山：東山紀之のNECサンデーミュージック                            |
| 18                                           | 1992年（平成4年）  | 1億3914万1913円 | 峰竜太 松本明子                                                                                | 峰：峰竜太のナンデモアルキメデス 松本：文夫と明子のラジオビバリー昼ズ                                |
| 19                                           | 1993年（平成5年）  | 1億3209万5846円 | ウッチャンナンチャン                                                                           | ウッチャンナンチャンのオールナイトニッポン                                                           |
| 20                                           | 1994年（平成6年）  | 1億2767万7588円 | 泉谷しげる 西田ひかる                                                                          | 泉谷：激突サウンドラリアート 泉谷しげる 俺にもやらせろ! 西田：西田ひかる太陽がいっぱい               |
| 21                                           | 1995年（平成7年）  | 1億1110万4102円 | 内田有紀                                                                                       | 内田有紀 夜空にYOU KISS!                                                                             |
| 22                                           | 1996年（平成8年）  | 1億1965万7707円 | 中居正広 A：垣花正、根岸紀子（両者、当時）                                                     | 中居正広のSome girl' SMAP                                                                            |
| 23                                           | 1997年（平成9年）  | 1億0866万1898円 | 中居正広 A：桜庭亮平（当時）                                                                   | 中居正広のSome girl' SMAP                                                                            |
| 24                                           | 1998年（平成10年） | 1億0076万3254円 | テリー伊藤 うえやなぎまさひこ（当時）                                                          | テリーとうえちゃんのってけラジオ                                                                     |
| 25                                           | 1999年（平成11年） | 1億0283万5828円 | 山田邦子 ゆず                                                                                  | 山田：邦ちゃんサクちゃんのワンダフルりくえすと ヤマダ・マイ・ハウス ゆず：ゆずのオールナイトニッポン |
| 26                                           | 2000年（平成12年） | 8806万0551円    | 三宅裕司 中澤裕子（当時：モーニング娘。）                                                      | 三宅：裕司と雅子のガバッといただき!!ベスト30 中澤：モーニング娘。中澤裕子のallnightnippon SUPER!     |
| 27                                           | 2001年（平成13年） | 8311万2789円    | 佐々木主浩（当時：シアトル・マリナーズ投手） A：松本秀夫（当時）                               | 佐々木主浩のスポーツKING!                                                                            |
| 28                                           | 2002年（平成14年） | 8131万7961円    | 田中麗奈 児玉清 A：荘口彰久（当時）                                                            | 田中：田中麗奈ハートをあげるっ 児玉：テレフォン人生相談                                              |
| 29                                           | 2003年（平成15年） | 7516万6584円    | イルカ A：新保友映（当時）                                                                     | イルカのミュージックハーモニー                                                                       |
| 30                                           | 2004年（平成16年） | 7097万3881円    | 笑福亭鶴瓶 石原さとみ A：うえやなぎまさひこ（当時）                                            | 鶴瓶：笑福亭鶴瓶 日曜日のそれ                                                                        |
| 31                                           | 2005年（平成17年） | 7162万1473円    | 長瀬智也 A：増山さやか                                                                         | TOKIOナイトクラブtko.tom                                                                             |
| 32                                           | 2006年（平成18年） | 7212万6009円    | 上戸彩 A：うえやなぎまさひこ（当時）                                                           | 上戸彩 21ピース!                                                                                     |
| 33                                           | 2007年（平成19年） | 7005万1967円    | KAT-TUN A：新保友映（当時）                                                                    | KAT-TUNスタイル                                                                                      |
| 34                                           | 2008年（平成20年） | 7018万9815円    | 萩本欽一 パートナー：東貴博 A：新保友映（当時）                                                | 萩本：欽ちゃんのドンといってGO!GO! 東：高田文夫のラジオビバリー昼ズ・東貴博の電話でGO!GO!            |
| 35                                           | 2009年（平成21年） | 6702万1297円    | 高橋克実 パートナー：上戸彩、長澤まさみ、福田沙紀、 水川あさみ、山瀬まみ、米倉涼子 A：飯田浩司 | 高橋克実と山瀬まみ おしゃべりキャッチミー                                                            |
| 36                                           | 2010年（平成22年） | 6640万2447円    | オードリー A：増田みのり（当時）                                                               | オードリーのオールナイトニッポン                                                                     |
| 37                                           | 2011年（平成23年） | 6453万0746円    | ゆず A：新保友映（当時）                                                                       | ゆずのオールナイトニッポンGOLD                                                                       |
| 38                                           | 2012年（平成24年） | 6660万5038円    | 大竹しのぶ A：垣花正（当時）                                                                   | 大竹しのぶのオールナイトニッポンGOLD                                                                 |
| 39                                           | 2013年（平成25年） | 6719万2528円    | 高橋みなみ（当時：AKB48） A：垣花正（当時）                                                    | AKB48のオールナイトニッポン                                                                          |
| 40                                           | 2014年（平成26年） | 6392万7192円    | 上戸彩 A：上柳昌彦（当時）                                                                     | 上戸彩 ブリリアント・ライフ                                                                          |
| 41                                           | 2015年（平成27年） | 7351万9502円    | V6 A：増山さやか                                                                               | なし                                                                                                 |
| 42                                           | 2016年（平成28年） | 7165万6137円    | 斉藤由貴 A：飯田浩司                                                                           | オールナイトニッポン MUSIC10（木曜）                                                                 |
| 43                                           | 2017年（平成29年） | 7212万8547円    | オードリー A：東島衣里                                                                         | オードリーのオールナイトニッポン                                                                     |
| 44                                           | 2018年（平成30年） | 8815万8161円    | Kis-My-Ft2 A：煙山光紀                                                                         | Kis-My-Ft2のオールナイトニッポンPremium                                                              |
| 45                                           | 2019年（令和元年） | 9057万5273円    | Kis-My-Ft2 A：煙山光紀                                                                         | Kis-My-Ft2のオールナイトニッポンPremium                                                              |
| 46                                           | 2020年（令和2年）  | 9058万6533円    | Kis-My-Ft2 SixTONES A：新行市佳                                                                | Kis-My-Ft2のオールナイトニッポンPremium SixTONESのオールナイトニッポンサタデースペシャル             |
| 47                                           | 2021年（令和3年）  | 8322万0212円    | SixTONES A：洗川雄司、新行市佳                                                                 | SixTONESのオールナイトニッポンサタデースペシャル                                                     |
| 48                                           | 2022年（令和4年）  | 8641万3880円    | SixTONES A：東島衣里、ひろたみゆ紀、飯田浩司                                                   | SixTONESのオールナイトニッポンサタデースペシャル                                                     |
| 49                                           | 2023年（令和5年）  | 9484万1179円    | 久保史緒里（乃木坂46） A：上柳昌彦、垣花正、内田雄基                                           | 乃木坂46のオールナイトニッポン                                                                       |
| 50                                           | 2024年（令和6年）  | 9244万9463円    | 出川哲朗 A：垣花正、東島衣里、上柳昌彦、熊谷実帆                                               | |
| 第1回から50回までの募金総額 51億1956万4718円 |                    |                 |                                                                                                | |

## 付記事項

### 協賛企業

#### 現在の協賛企業
- RELIVE
- 中外製薬
- JA共済（全国共済農業協同組合連合会）
- SEED
- UACJ
- 大昭和紙工産業
- 三菱ふそう
- 共栄火災
- 日本電設工業
- 住友生命
- 三菱ガス化学
- 商船三井
- LION
- ニッソウ
- 三菱商事
- 永谷園
- UBE三菱セメント
- セブン銀行
- TMEIC
- フジパシフィックミュージック
- 京成電鉄
- 日本グッドイヤー
- タニタ
- 理研ビタミン
- 立花産業
- 味の素
- NIPPON EXPRESS
- 文化シヤッター
- 京急グループ

#### 過去の協賛企業
- 出光興産
- 住友林業
- JA全農（全国農業協同組合連合会）

## 実績
2023年度までの全参加局の募金総額は、50億2711万5255円。音の出る信号機の設置数は、全参加局で総計3457基である。
その一方、
- 既に設置した音の出る信号機が老朽化し、その機材更新に費用を要することで、新たに設置個所を増やすことが難しい。
- 視覚障害者用の交通安全のためのツール自体が足りない。

という実情もある。

## 受賞歴
- 第41回放送文化基金賞 放送文化 個人・グループ部門（放送文化基金、2014年） - 40年にわたるチャリティ番組の放送・活動の業績に対して受賞[41]